# آنجلا (فیلم ۱۹۷۸)
آنجلا (انگلیسی: Angela) فیلمی کانادایی در ژانر درام به کارگردانی بوریس ساگال است که در سال ۱۹۷۸ منتشر شد. از بازیگران آن می‌توان به سوفیا لورن، استیو ریلزبک، جان هیوستون و جان ورنن اشاره کرد.